# Akrylfärg
Akrylfärg, även kallad akrylatfärg, är en snabbtorkande typ av målarfärg där bindemedlet för färgpigmenten är en akrylharts i dispersionsform; det är således en typ av dispersionsfärg. Den är vanligen gjord vattenspädbar, med hjälp av tillsatsämnen, och är idag vanlig både bland konstnärsfärger och inom byggnadsmåleri, invändigt som utvändigt.
Oftast används ordet akrylfärg för konstnärsfärger av den här typen. Samma färgtyp för byggnadsmåleri kallas däremot oftast akrylatfärg, men akrylfärg förekommer som synonym. Akrylatfärg och andra färger med bindemedel av polymerer i vattendispersion, såsom PVA-färg, kallas gemensamt för latexfärger.

## Historia
Det första patentet på akrylbindemedel för målarfärg togs 1915 av Otto Röhm. Det var dock först under 1930-talet som akrylbindemedel för färg började bli kommersiellt tillgängliga, utvecklade för industri och byggmåleri.
Den första serien särskilda konstnärsakrylfärger utvecklades i slutet av 1940-talet av Bocour Artists Colors Inc. (föregångare till Golden Artist Colors), en konstnärsfärgsserie kallad "Magna", baserad på en akrylharts i terpentinlösning.
År 1953 kom det första rena akrylfärgbindemedlet som var vattenspädbart, i och med Rohm and Haas akrylbas Rhoplex AC-33, även kallat Primal AC-33. Det var främst utvecklat för byggmåleri, men 1956 kom två företag ut med vattenspädbara konstnärsfärger baserade på detta, Permanent Pigments (Liquitex) i USA och Politec i Mexiko. Året innan hade Permanent Pigments kommit ut med en vattenspädbar akrylgesso (Liquitex).
Vattenspädbar akrylfärg kom snart att produceras av flera företag, både för byggnadsmåleri och som konstnärsfärger. Den erbjöd inte minst väsentliga arbetsmiljöförbättringar, då den ersatte tidigare lösningsmedelsburna produkter.

## Egenskaper

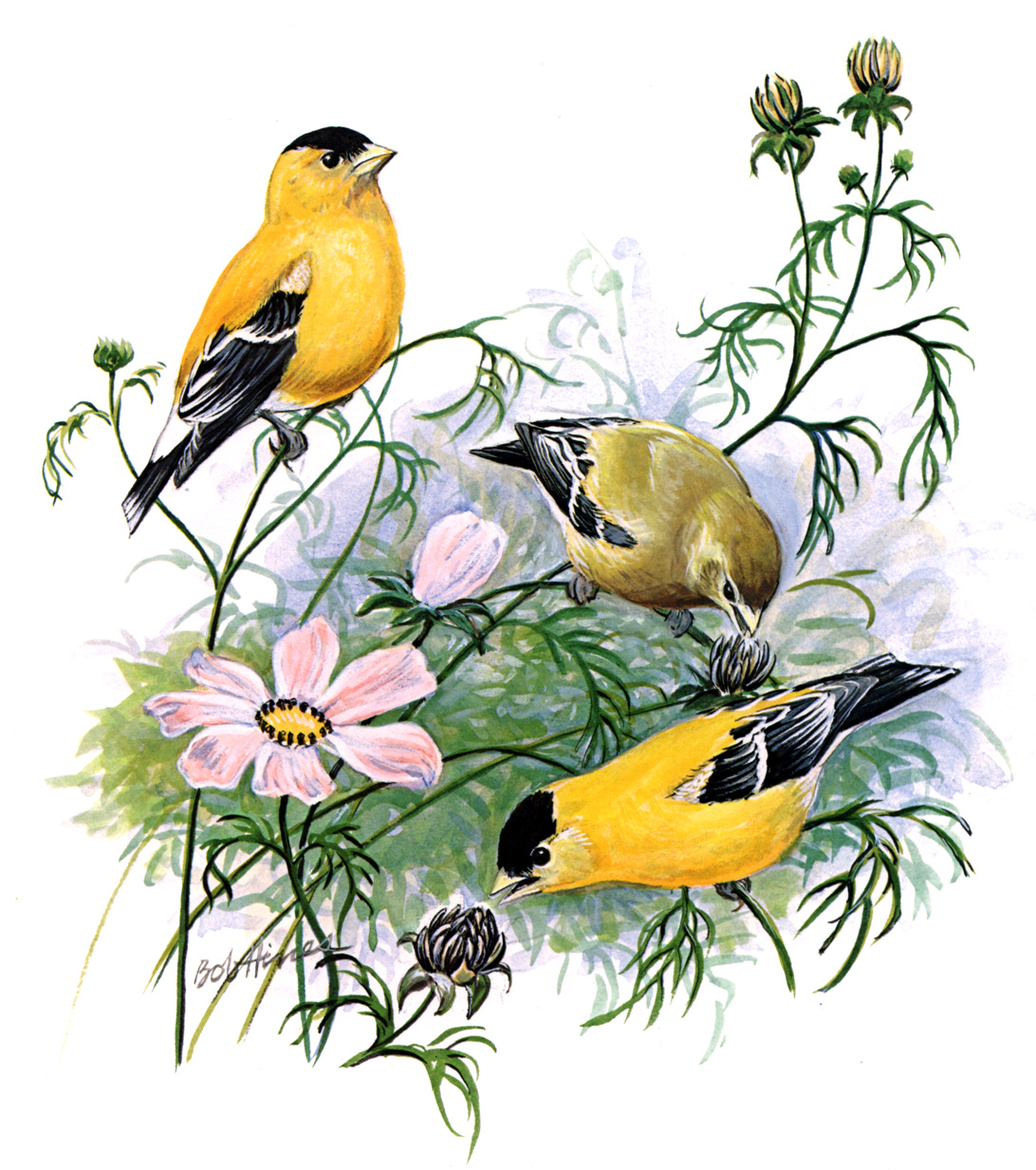
Guldsiskor avbildade i akryl.

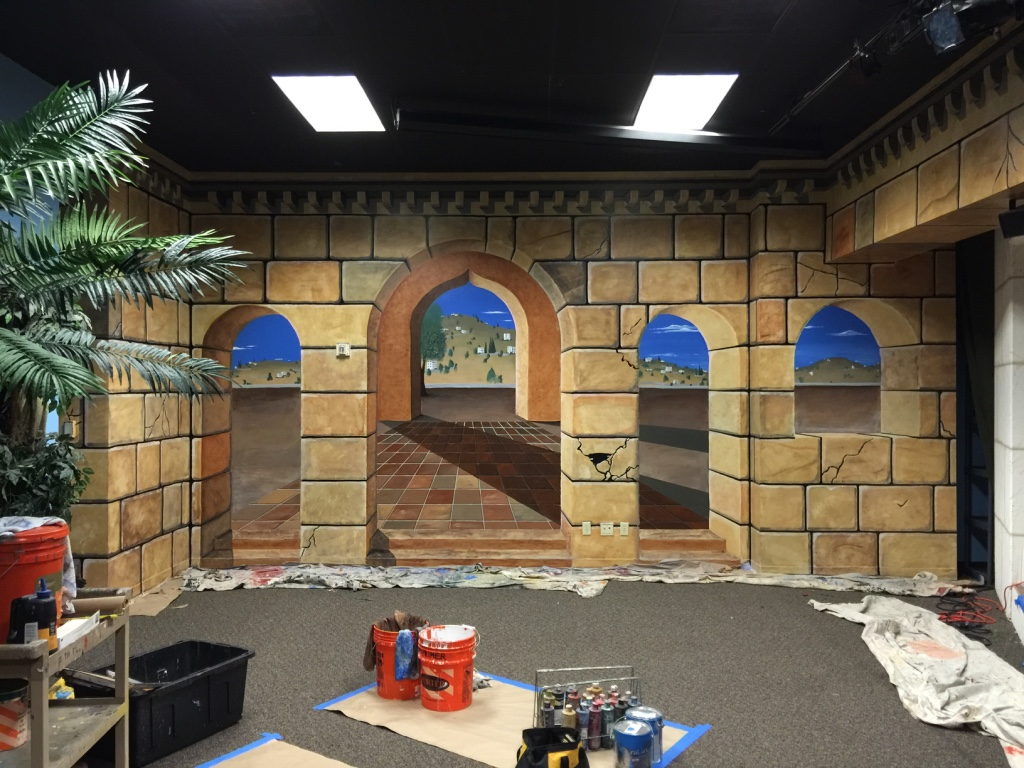
Muralmålning utförd med akrylfärg. (Brentwood Baptist Church, Tennessee, 2015)

Färgen härdar efter hand som vattnet avdunstar och akrylhartspartiklarna, som omger pigmentpartiklarna, binds samman. Akrylfärger är inte vattenlösliga när de väl torkat.
Bindemedelsdispersionen ser i sig ofta något mjölkaktig ut men torkar till ett klart skikt. Det gör att målarfärgen ofta mörknar något när den torkar. Tillverkare av konstnärsfärger försöker hitta vägar att minska denna skiftning och det finns idag färger med, om inte helt utan färgskiftning, så åtminstone betydligt mindre sådan än tidigare.
De har bra optiska egenskaper och hög pigmentbindningsförmåga. Det senare innebär att de kan innehålla relativt mycket pigment och fyllnadsmedel utan att färgens tekniska egenskaper försämras på ett väsentligt sätt.
Akrylfärger har bra vidhäftningsförmåga på rena och fasta underlag. Dålig vidhäftning kan förekomma vid löst sittande och kritande underlag, exempelvis traditionella limfärger, och man har utvecklat några grundfärger av akrylat-latex med ökad penetrationsförmåga för målning på kritande underlag. 
Akrylfärger har relativt god kemikaliebeständighet och motstår alkalier och syror bättre än oljebaserade färger som till exempel alkyder. I allmänhet har de god åldringsbeständighet och behåller en relativt hög elasticitet även under nedbrytningsfasen.
Akrylfärger är lätt basiska, med pH-värden på 8–9. Man undviker därför pigment som är känsliga för svagt alkaliska miljöer, såsom exempelvis berlinerblått. Det gör också att penslar med hår eller svinborst lättare torkar ut och blir sköra, så syntetpenslar är de som håller bäst.
Studerar man akrylfärgens yta under mikroskop kan man ofta se den porstruktur, s.k. kraterbildning, som gör ytan benägen till smutsupptagning och genomsläpplighet för fukt. Detta fenomen har en tendens att öka vid målning i låg luftfuktighet.
Liksom inom oljemåleriet kan man tillsätta olika målningsmedier för att förändra färgens egenskaper, till exempel för lasering, för att förlänga torktiden, göra konsistensen fastare eller tunnare, eller göra färgen blankare eller mattare.

## Konstnärsfärger

### Olika typer

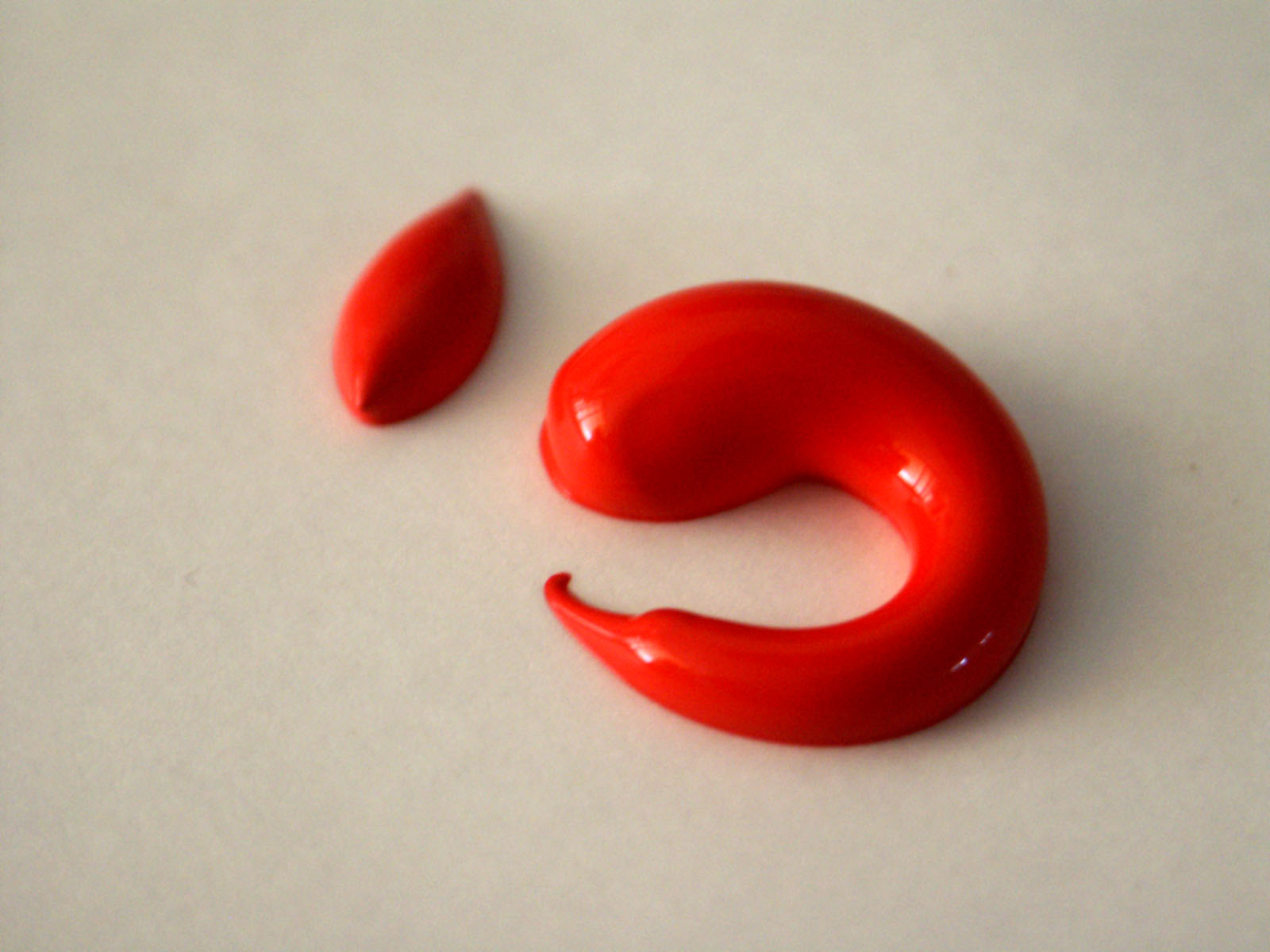
Heavy body-akrylfärg

- Heavy body anger en akrylfärg med lite tjockare konsistens, liknande konstnärsoljefärger. Passar bra för impasto och mer synliga strukturer efter penseldag och målarkniv. Det finns även "super heavy body" med extra fast färg.
- Flytande/halvflytande går under namn som Soft body, Fluid, Liquid. Har lika hög pigmentkoncentration som heavy body-färgerna
- Tunnflytande går under namn som High flow och Ink. Kan även användas med penna och för airbrush-teknik.
- Långsamtorkande har utvecklats för att ge möjlighet till att arbeta med färgen under längre tid än med vanlig akrylfärg. Open är en serie färger som exempelvis medger att en pålagd färg som normalt sett är bearbetningsbar under tio minuter istället kan bearbetas under en timmes tid eller mer. Denna färg kan dock inte appliceras i tjocka lager, eftersom den då riskerar att inte torka riktigt.

En variant på detta är en serie färger kallad Interactive, där pålagd färg, som i sig torkar normalsnabbt, med ett särskilt medium kan hållas från att torka eller, om den blivit torr på ytan, kan återaktiveras så länge den inte torkat helt igenom.
- Sprayfärger finns att tillgå med pigment i konstnärskvalitet i vanliga sprayburkar med drivgas.
- Markerpennor, eller markers, finns i olika former och storlekar även för konstnärsbruk.

### Olika kvaliteter
I en snävare definition avser termen konstnärsfärger målarfärger med hög koncentration pigment, genomgående hög produktkvalitet och som ger lång hållbarhet utan färgförändringar. Dessa har ofta etiketter som professional eller artist.
Till lägre pris finns studiefärger, där dyra pigment ersatts av billigare eller finns i lägre koncentration, ersatta av fyllnadsmedel. Flera färgproducenter tillhandahåller färger av både konstnärs- och studiekvalitet.
Liknande kvalitetsnivåer finns även för tillhörande produkter som akrylgesso, målningsmedier och fernissor.

## Inom byggnadsmåleri
Användningsområdet för akrylatprodukter är brett inom byggnadsmåleriet och omfattar inom- och utomhusfärg, våtrumslim, spackel, kitt och fogmassor. Jämfört med akrylfärger för konstnärsbruk, ger de inom byggmåleri bland annat ett mindre flexibelt färgskikt, då de är framställda för att ge en hårdare yta tålig mot diverse slitage.
Akrylatfärg innehållande endast akrylmonomerer är mest motståndskraftiga mot nedbrytning och används framför allt till akrylatfärger för utvändig målning. De används också inomhus i mer krävande miljöer, exempelvis vattenburna lackfärger för snickeri, till våtrumsfärger och till väggfärger för belastade utrymmen som offentliga lokaler eller kök. Vinyltoluen-, styren- och butadien-monomerer kan också ingå i akrylatfärger. De är mindre blanka och används framför allt på puts, betong och som bindemedel i vissa rostskyddsfärger.
I början användes huvudsakligen en typ av akryl-latex som var speciellt lämpad för kemikaliebeständig ytbehandling, men efter en fortsatt utveckling, framför allt med fler sampolymerer i olika former, fick akrylatfärgerna en markant ökad användning under 1980-talet. Sedan mitten av 1980-talet har utvecklingen av lackfärger baserade på akrylater inneburit en avsevärd minskning av målning med lösningsburen alkydoljefärg inomhus.
Utomhus bör trä behandlas med penetrarande olja och alkydgrundfärg innan akrylatfärg används. Under 1980-talet upptäcktes problem med rötskadade träpaneler; virket ruttnade under det beständiga färgmaterialet. Senare forskning pekade på att dessa misslyckanden orsakades av att det under en period lanserades färger som applicerades utan föregående grundning med penetrerade oljor eller alkydfärg. Det finns också samband mellan ökade problem med rötskador och införandet av restriktioner mot att använda kraftfulla biocider i färgerna.

## Framställning
Bindemedlet i akrylfärger, akrylhartsen, framställs ur råolja eller naturgas. Akrylater är nära besläktade med byggnadsmåleriets vinylhartser som polyvinylacetat, (PVA) eller polyvinylalkohol (PVOH). Akrylhartsen tillverkas genom polymerisation av olika estrar av akrylsyra eller metakrylsyra, som till exempel metylmetakrylat (MMA), etylmetakrylat (EMA) och butylmetakrylat (BMA). Polymerisationen aktiveras med hjälp av en peroxid, en förening som innehåller den funktionella gruppen -O-O-. I de allra flesta fall är produkterna sampolymerer, det vill säga man har polymeriserat en blandning av olika akrylföreningar. 
Målarfärgerna framställs oftast i dispersionsform, vilket gör att de, upp till en viss grad, kan spädas med vatten. Bindemedlet föreligger då i en suspension, finfördelat i partiklar på cirka 0,1-10 µm svävande i vattnet. Suspensionen upprätthålls med hjälp av en tensid. Dispersionens partikelstorlek bestäms bland annat genom valet av tensid, omrörningshastigheten och den bindemedelskoncentration man väljer att utgå från. 
Det finns många kombinationsmöjligheter vid framställningen av akrylfärger, vilket utnyttjas för att maximera de egenskaper som krävs för olika användningsområden. Med monomerer som till exempel vinylacetat, styren, och metylmetakrylat framställs hårda polymerer, medan vinylpropionat och butylakrylat ger mjuka.
De organiska pigment och tillsatser som används vid tillverkningen framställs inom organisk kemisk industri. De oorganiska pigment och fyllnadsmedel som ingår kan såväl ha sitt ursprung i naturligt förekommande jordarter som från syntetisk framställning inom kemisk-teknisk industri.